# Weekend at Bernie's
Weekend at Bernie's is een Amerikaanse komische film uit 1989 van Ted Kotcheff met in de hoofdrollen Andrew McCarthy en Jonathan Silverman. Regisseur Kotcheff heeft een kleine rol als de vader van Silvermans personage. In 1993 kwam het vervolg Weekend at Bernie's II uit.

## Verhaal
Larry (Andrew McCarthy) en Richard (Jonathan Silverman) zijn twee laaggeplaatste werknemers van een verzekeringsbedrijf in de stad New York. Ze ontdekken dat er voor twee miljoen dollar gefraudeerd is met levensverzekeringen. Ze melden dit aan hun baas Bernie (Terry Kiser), die hen daarop uitnodigt om het Labor Day-weekeinde te komen vieren in zijn strandhuis. Hij pretendeert dat dit uit dankbaarheid is, maar in werkelijkheid zit Bernie zelf achter de fraude en wil hij de twee uit de weg laten ruimen.
De gangsters die dit moeten uitvoeren, besluiten echter om in plaats daarvan Bernie zelf te doden, omdat deze te hebzuchtig is en een affaire heeft met de vriendin van maffiabaas Vito. Wanneer Larry en Richard aankomen en de dode Bernie vinden, willen ze de politie bellen, maar voordat ze dit kunnen doen, arriveert er bezoek voor een feestje. Tot verbazing van Larry en Richard hebben de feestgangers niet eens in de gaten dat de met een zonnebril getooide Bernie dood is. Ze besluiten dit zo te laten omdat ze bang zijn door de politie verdacht te worden. Onder de bezoekers is hun collega Gwen, op wie Richard verliefd is.

## Rolverdeling
| Acteur                 | Personage       | Opmerkingen                                       |
| ---------------------- | --------------- | ------------------------------------------------- |
| Andrew McCarthy        | Larry Wilson    | medewerker verzekeringsbedrijf                    |
| Jonathan Silverman     | Richard Parker  | medewerker verzekeringsbedrijf, collega van Larry |
| Terry Kiser            | Bernie Lomax    | baas van Larry en Richard                         |
| Catherine Mary Stewart | Gwen Saunders   | stagiaire, collega van Larry en Richard           |
| Don Calfa              | Paulie          | huurmoordenaar                                    |
| Louis Giambalvo        | Vito            | maffiabaas                                        |
| Catherine Parks        | Tito's vriendin | tevens minnares van Bernie                        |
| Ted Kotcheff           | Jack Parker     | Richards vader, tevens regisseur                  |

## Trivia
In de sitcom How I Met Your Mother wordt meermaals gerefereerd aan en geciteerd uit de film en wordt de plot op komische wijze nagespeeld. De naam Bernie wordt daarbij vervangen door Barney, naar hoofdpersonage Barney Stinson. Aflevering 18 van seizoen 8 heeft als titel Weekend at Barney’s. 